# Ménéké
Ménéké est une localité de l'ouest de la Côte d'Ivoire et appartenant au département de Tabou, dans la Région du Bas-Sassandra.
La localité de Ménéké est un chef-lieu de commune.